# Kasmir
Томас Кирьонен (англ. Thomas Kirjonen, род. 27 марта 1985, Эспоо, Уусимаа), более известный как Kasmir (с англ. — «Касмир») — финский певец, музыкант и продюсер. Дебютный сингл Касмира, «Vadelmavene», был выпущен в апреле 2014 года и занял первое место в финском чарте синглов. Его дебютный сольный альбом AMK Dropout был спродюсирован Хэнком Соло и Йонасом Карлссоном и вышел 19 сентября 2014 года. Альбом стал первым в Финляндии, получившим золото по количеству скачиваний и потоков.
До начала своей сольной карьеры он был участником и вокалистом финской рок-группы Collarbone. Группа, в которую также входили Янне Суоминен (гитара), Микко Мерилинна (гитара), Матти Пииппонен (бас) и Янне Сивунен (ударные), была сформирована в 2000 году и выпустила два студийных альбома, The Back of Beyond в 2007 году и Pretty Dirty в 2010 году.
Кирьонен является автором песен на лейбле Elements Music. Он участвовал в восьмом сезоне музыкального реалити-шоу Vain elämää.

## Дискография

### Альбомы
| Год  | Альбом      | Высшая позиция |
| Год  | Альбом      | FIN            |
| ---- | ----------- | -------------- |
| 2014 | Amk Dropout | 5              |
| 2018 | Valmis      | 1              |
| 2019 | Jälki       | 7              |

### Синглы
| Год  | Сингл                                | Высшие позиции | Альбом             |
| Год  | Сингл                                | FIN            | Альбом             |
| ---- | ------------------------------------ | -------------- | ------------------ |
| 2014 | «Vadelmavene»                        | 1              | Amk Dropout        |
| 2014 | «Wowwowwow»                          | 4              | Amk Dropout        |
| 2014 | «Iholla»                             | 19             | Amk Dropout        |
| 2015 | «Vauvoja» (с участием Сары Форсберг) | 2              | TBA                |
| 2015 | «Linnuton puu» (с участием Анны Пуу) | —              | SuomiLOVE-kokoelma |
| 2016 | «Amen»                               | 7              | TBA                |
| 2016 | «Moshaamaan»                         | —              | TBA                |
| 2016 | «Nutellaa ja jutellaa»               | —              | TBA                |
| 2017 | «Huonoo seuraa»                      | —              | TBA                |
| 2017 | «Kaija»                              | —              | TBA                |
| 2018 | «Tulia ja mennä»                     | 15             | TBA                |
| 2018 | «Valoo»                              | 13             | TBA                |

### Участвовал
- 2013: «Spaceman» (Aste[англ.] с участием Касмира)
- 2013: «Kiinni» (Санни с участием Касмира)
- 2013: «On the Edge» (HeavyWeight с участием Касмира)
- 2014: «Box of Lego» (tyDi[англ.] с участием Касмира и Шинейд Берджесс[англ.])
- 2015: «Milloin nään sut uudestaan?» (Робин с участием Касмира)